# Neomedina atripennis
Neomedina atripennis är en tvåvingeart som beskrevs av Malloch 1935. Neomedina atripennis ingår i släktet Neomedina och familjen parasitflugor. Inga underarter finns listade i Catalogue of Life.